# Mesosa pictipes yayeyamai
Mesosa pictipes yayeyamai es una subespecie de escarabajo longicornio del género Mesosa, categorizada en la tribu Mesosini, de la subfamilia Lamiinae. Fue descrita por Breuning en 1955.

## Descripción
Mide 10-13,9 mm de longitud.

## Distribución
Se distribuye por Japón.